# Voormalige gebieden van het Duitse Rijk in het oosten
Als Oostgebieden van het Duitse Rijk, historisch oostelijk Duitsland of ook de voormalige Duitse gebieden in het oosten worden de gebieden ten oosten van de Oder-Neissegrens aangeduid, die op 31 december 1937 tot het territorium van Duitsland behoorden, en in 1945 na het einde van de Tweede Wereldoorlog door de Conferentie van Potsdam en voorafgaande geallieerde politieke overeenkomsten werden afgescheiden van Duitsland en sindsdien voor het overgrote deel tot Polen behoren. Alleen het noorden van voormalig Oost-Pruisen behoort nu tot Rusland en voorheen de Sovjet-Unie.
In ruimere zin wordt het begrip ook gebruikt voor de oostelijke territoria die op 1 januari 1914 tot het Duitse Keizerrijk behoorden en door het Verdrag van Versailles voor Duitsland verloren gingen en toen aan het nieuw opgerichte Polen toegewezen werden. Het begrip dient niet gebruikt te worden voor de uitgestrekte delen van Polen die geannexeerd werden door het Groot-Duitse Rijk van 1941 tot 1945, en evenmin voor het zogenaamde Sudetenland dat vanaf de 15de eeuw Oostenrijks, en sinds 1919 Tsjecho-Slowaaks was, en alleen van 1938 tot 1945 op grond van het Verdrag van München bij het Groot-Duitse Rijk behoorde. Hlučínsko was een klein deel van de Duitse provincie Silezië dat in 1920 aan Tsjecho-Slowakije werd toegewezen.

## Na 1918

Afgestane Duitse gebieden na 1919 (geel en oranje) en 1945 (groen en paars)

In ruimere betekenis wordt ook het (grotere) gebied tot de Oostgebieden van het Duitse Rijk gerekend, gebieden die op 1 augustus 1914 tot het Duitse Keizerrijk behoorden, bestaande uit de provincies Posen, het grootste deel van West-Pruisen, oostelijk Oost-Opper-Silezië en het Oostpruisische Memelland. Deze gebieden moesten na het einde van de Eerste Wereldoorlog in het kader van het Verdrag van Versailles door het Duitse Rijk (Weimarrepubliek) afgestaan worden ten behoeve van de Tweede Poolse Republiek, het nieuwe Tsjecho-Slowakije, deels met een tussenperiode onder gezag van Volkenbond (Memelland kwam op die wijze in 1923 bij Litouwen). Sommige delen van de desbetreffende, na de Eerste Wereldoorlog afgestane, gebieden, waaronder Posen en West-Pruisen, hadden tot de Poolse deling van 1795 bij het koninkrijk Polen behoord. De etnische samenstelling van deze laatstgenoemde gebieden verschilde per regio van overwegend etnisch Pools tot vrijwel geheel etnisch Duits, waarbij vooral de stedelijke gebieden Duitse, althans Duits- of tweetalige meerderheden kenden. De twee kaarten met Duitstaligen rsp. Poolstalige geven een etnische en niet een nationale categorie aan. Zij houden geen rekening met enkele miljoenen tweetaligen. Met name veel tweetaligen met een etnisch Poolse achtergrond hadden een Duitse nationale identificatie aangenomen en werden na 1945 ook als zodanig behandeld.

## Verschuiving van Polen naar het westen

Verschuiving van Polen naar het westen in 1945

Volgens de besluiten van de geallieerden tijdens de Tweede Wereldoorlog, zouden de oostelijke delen van Duitsland na de oorlog ingelijfd mogen worden door de Sovjet-Unie en Polen. In een verdrag na de definitieve nederlaag van Duitsland zou in detail over het lot van deze gebieden beslist worden. Echter, omdat de Sovjet-Unie deze gebieden bezette, had het de facto de vrije hand om deze territoriale veranderingen naar eigen goeddunken te regisseren. Op de conferentie van Potsdam konden de andere geallieerden daarmee alleen maar stilzwijgend instemmen. De definitieve regeling werd op de conferentie vooruitgeschoven naar een definitief vredesverdrag, dat er overigens nooit is gekomen. Over de verdeling van de provincie Oost-Pruisen onder de Sovjet-Unie en Polen waren de geallieerden het al in een vroeg stadium, voor de conferentie van Potsdam, eens. De VS wilden echter het grootste deel van Pommeren en Silezië bij Duitsland laten. Engeland maakte alleen wat westelijk Silezië (Neder-Silezië) betreft ook voorbehoud en pleitte voor de Oder-Neisse als nieuwe grens. Daarbij was begripsverwarring over de loop van de rivier de Neisse als nieuwe grens. Twee rivieren droegen die naam en de oostelijke lag enkele honderden kilometers verder oostwaarts en zou overeenkomstig het Britse idee als nieuwe grens Neder-Silezië bij Duitsland laten. Vermoedelijk zou het intrekken van de Sovjetclaim op overbrenging van de industriële capaciteit van het Ruhrgebied naar de Sovjet-Unie, tot het besluit hebben geleid om de discussie verder te laten rusten en te accepteren dat gedane zaken hun keer niet zouden kunnen nemen. In 1947 was de kwestie van de agenda afgevoerd van de tussenconferenties die tot het vredesverdrag moesten voeren. De Koude Oorlog zou een eind maken aan deze conferenties. Duitsland bleef daarom spreken van 'Duitse provincies onder Pools bestuur' en pas in 1990 zou het zich, in ruil voor de hereniging, bij de feitelijke situatie neerleggen en de Poolse soevereiniteit over deze gebieden erkennen als onderdeel van het Verdrag inzake de afsluitende regeling met betrekking tot Duitsland. 
In de voorgeschiedenis heeft de Sovjet-Russische dictator Stalin een dubbelrol gespeeld omdat hij in 1939 in het zogenaamde Molotov-Ribbentroppact met Hitler eerst Polen had verdeeld en daarbij de oostelijke Poolse provincies had geannexeerd. In 1945 wilde hij deze internationaal nooit erkende buit behouden. Maar om het heropgerichte Polen niet tot een kleine randstaat te marginaliseren en van zich te vervreemden, gaf hij op Duitse kosten compensatie voor Polen in de annexatie van de Duitse oostelijke provincies. Bijkomend voordeel was de verkleining en strategische marginalisering van Duitsland, in het bijzonder door het verlies van het belangrijke Opper-Silezische industriegebied en de Oostzeekusten. De Duitse annexatiegebieden moesten 'schoon' opgeleverd worden want Polen zou anders met een enorme Duitse minderheid opgezadeld worden. De helft van de Duitse bevolking was inmiddels voor het Sovjetleger uit gevlucht. De andere helft werd nu geïnterneerd in afwachting van uitwijzing. De massale uitwijzingen zouden tot eind 1948 voortduren. De Polen in de oostelijke Poolse provincies werden tegelijkertijd voor de keus gesteld om het Sovjet-staatsburgerschap aan te nemen of te vertrekken. In dat laatste geval werd hun compensatie gegeven ten koste van de te verdrijven Duitsers in de westelijke annexaties. Veel van deze Polen vestigden zich daarop in de door de Duitsers verlaten nieuwe Poolse gebieden. Het gebied om Koningsbergen (Königsberg in noordelijk Oost-Pruisen) was in het voorjaar van 1945 al onmiddellijk geannexeerd door de Sovjet-Unie en werd nu herbevolkt door Russen. Het heette sindsdien Kaliningrad. Sedert het uiteenvallen van de Sovjet-Unie is dit gebied een geïsoleerde Russische exclave.
In het Poolse taalgebruik werden de van Duitsland geannexeerde gebieden na de Tweede Wereldoorlog gebruikelijk aangeduid met de naam "Herwonnen Westelijke en Noordelijke Gebieden" of gewoon "Herwonnen Gebieden". Dit refereert aan de status van sommige van deze gebieden - Pommeren en Silezië - als delen van het eerste Poolse koninkrijk van de 10e eeuw tot de 13e eeuw. In de nationalistische historiografie werden sommige gebieden aangeduid als recentelijk door Pruisen derhalve door Duitsland bezet, geannexeerd en geassimileerd. Hierbij werd verzwegen dat ze vóór die tijd dan weliswaar niet Pruisisch waren, maar wel al vanaf het begin van de 13de eeuw in het Duitse Rijk waren opgenomen, namelijk als hertogdom (Pommeren) of als provincie (Silezië) van het koninkrijk Bohemen, dat later opgenomen werd in het Habsburgse Rijk. De oorspronkelijke bewoners werden in het Pools-nationale geschiedenisbeeld aangeduid als Duitse kolonisten of immigranten die 'terug naar huis gestuurd' werden, wat hun gedwongen 'emigratie' na 1945 een schijn van legaliteit gaf. Dit manipulerende taalgebruik imiteerde de vooroorlogse nationalistische Duitse retoriek, die anderzijds het recht op grote delen van Polen, en hun annexatie in 1941, meende te kunnen rechtvaardigen door de argumentatie dat ze tot in de 6de eeuw, voordat de voorouders van de Polen kwamen, bewoond waren geweest door Germanen, zoals de roemruchte Vandalen en Goten.

## Erkenning van de afscheiding
Op de Conferentie van Potsdam, keurden de Verenigde Staten en het Verenigd Koninkrijk de Poolse annexatie van deze gebieden in principe goed, maar zonder een definitieve grens te bepalen. Die zou pas in een toekomstig vredesverdrag vastgelegd moeten worden. Wel werden op deze conferentie de aantallen Duitsers vastgesteld die verdreven mochten worden uit de onderhavige gebieden maar daarbij ging men ervan uit dat het alleen om de nog aanwezige bevolking zou gaan. Zo werd in het midden gelaten of de miljoenen die inmiddels op de vlucht waren geslagen, zich nog als rechthebbende konden beschouwen. In de praktijk werden zij als statenlozen (displaced persons) beschouwd. De geallieerde bezettingsautoriteiten droegen de Duitse ambtenaren onder hun gezag op om deze mensen te integreren in de Duitse samenleving. Polen besloot om alleen bewoners in de annexatiegebieden, die de Poolse taal voldoende machtig waren, de mogelijkheid te geven om in hun woonplaatsen te blijven en het Poolse staatsburgerschap aan te vragen. Dat waren er in principe één op de tien: een miljoen. Maar een deel was inmiddels al gevlucht; de achterblijvers kregen een nationale heropvoeding en in het geval van gepleegde nazistische collaboratie, eerst een veroordeling tot gevangenisstraf.
In de Bondsrepubliek vóór 1990 vormde de rechtsstatus van de Ostgebiete een groot deel van de zogenaamde Open Duitse Vragen. De Ostpolitik van de Bondsduitse overheid was tot het midden van jaren 1960 geconcentreerd op de niet erkenning van de rechtmatigheid van de verdrijving van de Duitse inwoners en de afscheiding van de Duitse Oostgebieden. Deze moesten nog steeds in een definitief vredesverdrag tussen de geallieerden en Duitsland vastgelegd worden. Men beriep zich nadrukkelijk zowel op de regels van het Internationaal Recht als op verschillende internationale verdragen (namelijk in het bijzonder de Vredesconferentie van Den Haag en het Atlantisch charter). De Neue Ostpolitik van de sociaaldemocratisch-liberale coalitie vanaf 1969 gaf opening voor een erkenning van de nieuwe grens.
Sinds 1970, erkende de Bondsrepubliek Duitsland met het Verdrag van Warschau feitelijk, hoewel niet formeel, de status van deze gebieden als Pools grondgebied. Nochtans was het de Bondsrepubliek, vanwege het tot 1990 geldende voorbehoud van de geallieerden voor kwesties, die Duitsland als geheel en de status van Berlijn betreft, niet eens toegestaan om de Oder-Neissegrens als de nieuwe Duits-Poolse grens internationaal te erkennen.
Voor het eerst in het kielzog van de Duitse Hereniging, werd de afscheiding van de Oostgebieden van Duitsland in 1990 door de Bondsrepubliek formeel erkend en de Oder-Neissegrens vastgelegd als de grens tussen Polen en Duitsland. De DDR had al in 1950 met de ondertekening van een “Vriendschappelijk Verdrag” met Polen (Verdrag van Görlitz) de Oder-Neissegrens als een zogenaamde “Vredesgrens” erkend, uiteraard onder druk van de Sovjet-Unie. De DDR had namelijk nog wel korte tijd een machteloos voorbehoud gemaakt tegen de annexatie van de belangrijke havenstad Stettin door Polen, formeel omdat ze ten westen van de Oder ligt, en materieel omdat ze voor Berlijn als zeehaven fungeerde.

## Oppervlakte van de Oostgebieden

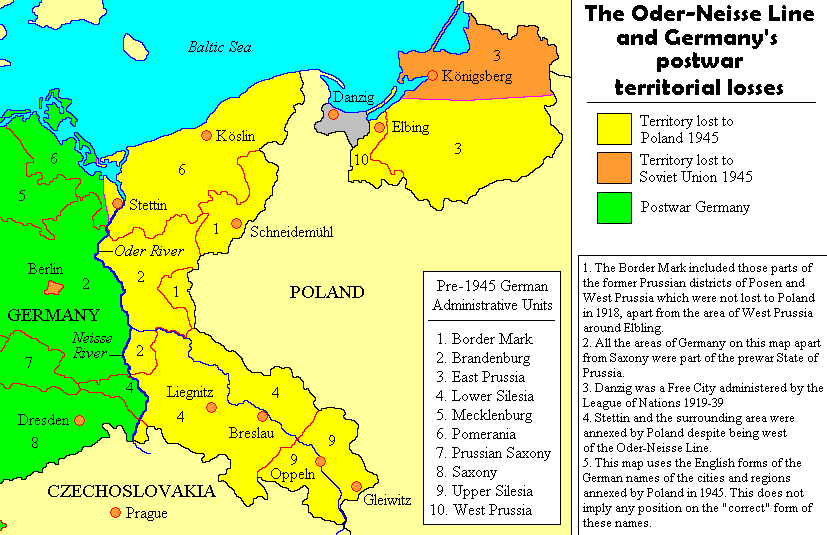
Duitse territoriale verliezen na 1945 ten opzichte van gebied op 1 januari 1937.

De Oostgebieden (op een enkele uitzondering na) omvatten bijna alleen voormalige Pruisische provincies:
- Oost-Pruisen: 36.966 km²
- Silezië (zonder een klein, tegenwoordig tot Saksen behorend, en ten westen van de Neisse gelegen deel van Neder-Silezië): 34.529 km²
- Oostelijk Pommeren (Achter-Pommeren) en een klein deel van Voor-Pommeren met de havenstad Stettin: 31.301 km²
- Neumark: 11.329 km² (het gedeelte van Brandenburg ten oosten van de Oder en Neisse) en
- Saksen dat wil zeggen het voor de oorlog tot Saksen behorend en ten oosten van de Neisse gelegen gebied rond Reichenau, het huidige Bogatynia, nu een stad in het Poolse woiwodschap Neder-Silezië, gelegen in de powiat Zgorzelecki, waarvan de oppervlakte 59,92 km² bedraagt en het inwonertal 19.169 is (2005).

(Bogatynia) ten oosten van de Neisse: 142 km²
Totale oppervlakte: 114.267 km² (het verschil met 114.296 km² is terug te voeren tot afrondingsfouten). De economische betekenis van deze gebieden voor Duitsland lag voornamelijk in hun agrarische productie. Terwijl ruim 14% van de Duitse staatsbevolking hier woonde (9,62 mln. van de 67 mln. in 1937), omvatten de opbrengsten van de bosbouw, landbouw. visserij en veeteelt naar verhouding twee maal zoveel, overeenkomend met het oppervlak namelijk ca. een kwart van de agrarische productie in de Duitse staat. De industriële productie lag aanzienijk lager dan een kwart en alleen de mijnbouw van Opper-Silezië droeg in aanzienlijk mate bij tot de nationale industriële productie, althans nadat het in 1921 aan Polen toegewezen deel, in 1939 weer werd ingelijfd.
Naar de uiteenzetting van sommige staatsrechtdeskundigen, worden ook het overwegend voor de oorlog door Duitsers bewoonde Sudetenland en het Memelgebied tot de Oostgebieden gerekend, ofschoon deze pas in 1938 en/of in 1939 (weer) in het Duitse Rijk kwamen. Hetzelfde geldt voor de voor 93 procent Duitstalige vrije stad Danzig. Voor het Memelgebied en voor Danzig is dit – historisch gezien – gerechtvaardigd omdat deze gebieden tot 1918/1919 tot het Duitse Rijk behoorden. Het Sudetenland behoorde pas sinds 1938 tot Duitsland op grond van de toegestane annexatie in het internationale verdrag van München, dat pas aan het einde van de oorlog door de ondertekenaren Frankrijk en Groot-Brittannië weer werd herroepen.
In 1938 hadden de onbetwistbare oostelijke provincies van het Duitse Rijk een bevolkingsaantal van 9.620.800 personen (daarvan 45.600 niet-Duitse staatsburgers). Deze kan men onderverdelen in
- Oost-Pruisen: 2.488.100 inwoners (daarvan 15.100 niet-Duitse staatsburgers)
- Silezië: 4.592.700 inwoners (daarvan 16.200 niet-Duitse staatsburgers), in 1939 door annexatie van het Poolse deel van Opper-Silezië uitgebreid tot ca. 5,5 miljoen
- Pommeren: 1.895.200 inwoners (daarvan 11.500 niet-Duitse staatsburgers)
- Neumark: 644.800 inwoners (daarvan 2.800 niet-Duitse staatsburgers)

Vijf procent - een half miljoen - van deze bijna tien miljoen inwoners had vóór de nationaalsocialistische machtsovername uitgesproken tot de Poolse nationale minderheid in Duitsland te willen behoren. Zij woonden in het Duitse deel van Opper-Silezië en in het zuidelijk deel van Oost-Pruisen (Mazoerië). Echter, twee maal zoveel  - meer dan een miljoen - ofwel tien procent van de bevolking van deze oostelijke provincies - sprak een Pools dialect nog als moedertaal, waarbij dit aantal onder overheidsdruk al lange tijd een snelle teruggang onderging. De meeste van deze Poolstaligen waren inmiddels tweetalig geworden gaven onder druk van de nationaalsocialistische autoriteiten hun oorspronkelijke taal niet meer aan hun kinderen door en hadden zich nationaal tot Duitser geassimileerd.
Belangrijke steden in de Oostgebieden waren onder andere Breslau, nu Wrocław (1925: 614.000 inwoners), Koningsbergen, Duits Königsberg, nu Kaliningrad (), (294.000), Stettin, nu Szczecin (270.000), Danzig, nu Gdánsk 206.500, Hindenburg O.S., nu Zabrze) (132.000) en Gleiwitz, nu Gliwice (109.000).

## Vlucht en verdrijving

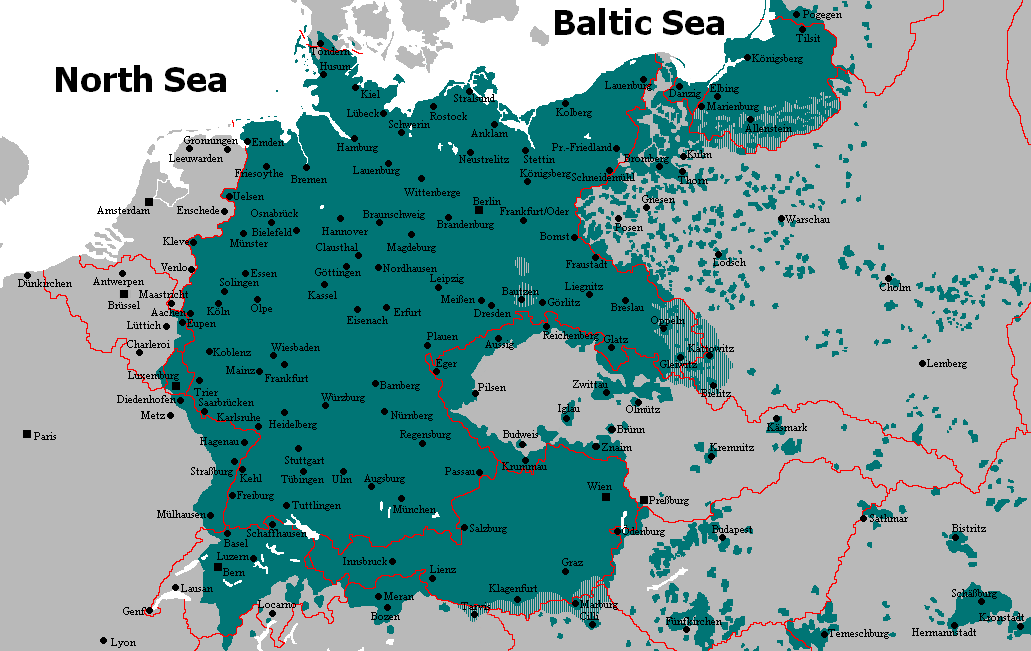
Duitstalige bevolking vóór de Tweede Wereldoorlog

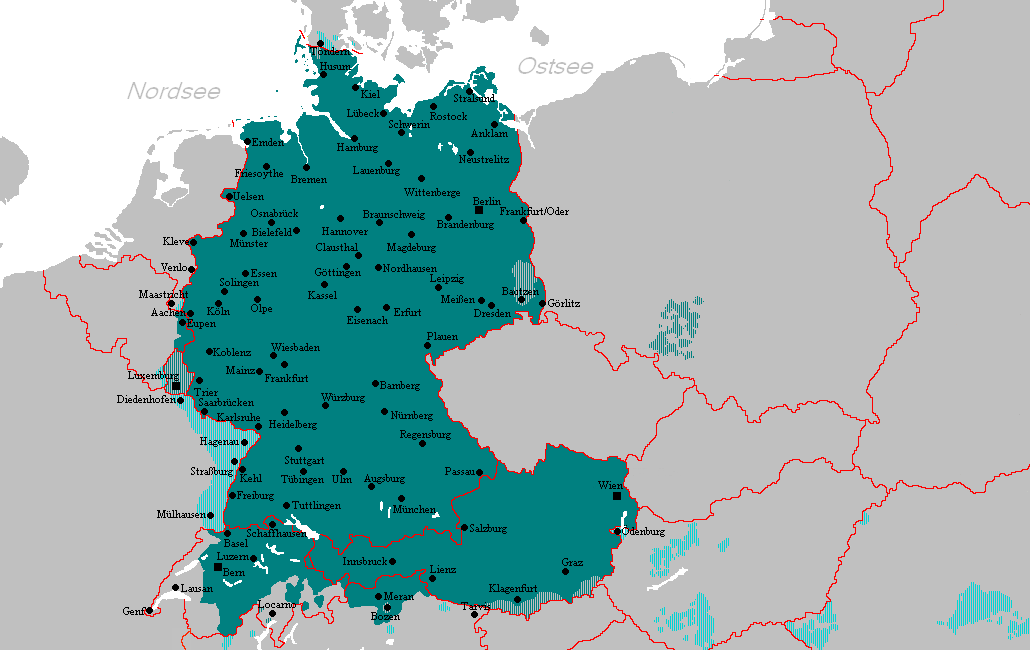
Duitstalige bevolking na het einde van de Tweede Wereldoorlog

Tijdens de Tweede Wereldoorlog was een zeer actieve politiek van etnische zuivering door de Hitler-regering in bezet Polen toegepast. Grote gebieden van bezet Polen werden klaargemaakt voor Duitse kolonisatie, waarbij met groot geweld honderden dorpen werden ontruimd, met name in de regio Zamość. In de geannexeerde nieuwe Duitse provincies Warthegau en Danzig-West-Pruisen vond een beperktere reallocatie plaats, waarbij Poolse bewoners werden onteigend, en uitgewezen naar het Generaal-Gouvernement (Centraal-Polen, onder Duitse militaire bezetting), en hun bezit werd toebedeeld aan de Duitse minderheid ter plaatse en aan hierheen overgebrachte Duitsers en Volksduitse repatrianten uit andere Midden en Oost-Europese staten.
De Duitse bevolking van de Ostgebiete van het Duitse Rijk werd in de jaren 1944 tot 1949 door vlucht, etnische zuiveringen en kolonisatie door Polen, Oekraïners, Lemken en Russen bijna volledig vervangen; een deel van de Poolstalige Duitsers in Opper-Silezië en Mazoerië is gebleven. Velen en in Mazoerië de meesten zijn sindsdien toch vertrokken naar Duitsland.
Een deel van de nieuwe Poolse inwoners (tussen 1,4 en 1,9 miljoen) bestond uit degenen die tussen 1944 en 1953 onder druk de voormalig oostelijke Poolse provincies moesten verlaten omdat zij geen Sovjet-staatsburger wilden worden. In dit kader moesten overigens ook degenen die tot de Oekraïense minderheid in Polen behoorden verdwijnen, maar dan door gedwongen te verhuizen naar de voormalig Duitse gebieden. Zij werden niet vertrouwd als grensbevolking. Een aantal van deze Poolse Oekraïners zijn druk, vaak met geweld tijdens de Akcja Wisła (Operatie Weichsel), van maart tot september 1947 de nieuwe Sovjet-Poolse grens overgezet. Hun nationalistische verleden was daarbij het motief. 
In het naoorlogse Duitsland leefden uit
- Oost-Pruisen: 2.209.200 verdrevenen/vluchtelingen
- Silezië: 3.587.300 verdrevenen/vluchtelingen
- Pommeren: 1.761.700 verdrevenen/vluchtelingen
- Oost-Brandenburg: 597.500 verdrevenen/vluchtelingen.

De verschillen met de woonbevolking in 1939 zoals hierboven aangegeven, kunnen grosso modo beschouwd worden als dodelijke slachtoffers van oorlogvoering, wraakneming en verdrijving.
Tezamen moesten 8.155.700 Duitse staatsburgers de Ostgebiete (gerekend naar de grenzen van 1937) verlaten. Daarnaast werden nog eens ruim 1 miljoen Duitsers verdreven uit de gebieden die vóór 1914 tot Duitsland behoorden (Posen en West-Pruisen), en sinds 1918 tot 1939 Pools geweest waren, maar in 1939 weer door Duitsland waren ge(re)annexeerd. Naar schattingen van de statistische bureaus in de Bondsrepubliek Duitsland zijn bij de verdrijvingen uit oostelijk Duitsland tussen twee tot drie miljoen Duitsers om het leven gekomen, in het bijzonder in Oost-Pruisen, Pommeren, oostelijk Brandenburg (Neumark) en Silezië, ten gevolge van oorlogshandelingen, vlucht en verdrijving. Hiervan was de helft echter in militaire dienst en zij kwamen in oorlogshandelingen of in krijgsgevangenschap om zodat in striktere zin een tot twee miljoen Duitse burgers als slachtoffer van oorlogshandelingen en van etnische zuivering zijn te beschouwen. Zie Verdrijving van Duitsers na de Tweede Wereldoorlog. E zin
In de voormalige Ostgebiete leven vandaag de dag nog rond de 400.000 Duitsers, voornamelijk in Opper-Silezië. Zij behoorden tot de bijna een miljoen Poolstalige Duitsers die na 1945 in principe mochten blijven, maar waarvan een deel besloot toch te vluchten of zich te laten uitwijzen. De achterblijvers werden tot de val van het communisme gediscrimineerd en daarom besloot tussen 1945 en 1990 de helft van hen naar Duitsland te emigreren. In het zuiden van het voormalige Oost-Pruisen zijn op deze wijze vrijwel alle Poolstalige Duitsers - 200.000 Mazoeren - na 1945 geëmigreerd naar Duitsland. In Opper-Silezië (Oberschlesien) bleven de meeste Schlonsaken aanvankelijk en pas na verloop van tijd vertrok de helft toch naar Duitsland.
Na 1990 kreeg in veel gemeentes in Opper-Silezië de inmiddels erkende politieke partij van de Duitse minderheid in Polen een meerderheid, en mochten daar Duitse (tweetalige) scholen ingericht worden. Naar aanleiding van een nieuwe Minderhedenwet, die het Poolse parlement in januari 2005 aannam, kunnen in ongeveer 20 gemeentes in Opper-Silezië met meer dan 20% bewoners die zich Duitser noemen, tweetalige plaatsnaamborden/bewegwijzering en het Duits als ambtelijke taal gebruikt worden. De jonge generatie is overigens in taal verpoolst en zal van de taalrechten weinig gebruik maken. Hun Duitse identificatie is wel heropgeleefd door de toegang die zij al in 1990 kregen tot de Duitse arbeidsmarkt, een voorrecht dat pas na de toetreding van Polen tot de Europese Unie verviel omdat toen alle Polen datzelfde recht, en dan wel binnen de gehele Unie, kregen.